# Liste der Baudenkmale in Bernstorf
In der Liste der Baudenkmale in Bernstorf sind alle denkmalgeschützten Bauten der mecklenburgischen Gemeinde Bernstorf und ihrer Ortsteile aufgelistet. Grundlage ist die Veröffentlichung der Denkmalliste des Kreises Nordwestmecklenburg mit dem Stand vom 16. September 2020. 

## Baudenkmale nach Ortsteilen

### Bernstorf
| ID | Lage                                                                                               | Bezeichnung                      | Beschreibung | Bild                             |
| -- | -------------------------------------------------------------------------------------------------- | -------------------------------- | --- | -------------------------------- |
| 62 | Am Schloß 5 (Karte)                                                                                | Herrenhaus                       | 2-gesch. Backsteinbau von 1882 nach Plänen von Georg Daniel im Neorenaissance - Stil, mit Mittelrisalit, 2 südl. Seitenflügel und östl. 8-eckiger Turm; Gliederung durch gelbe Steine und Sandstein; Relief mit Reiterstandbild Heinrichs des Löwen, Besitzer ab 1302: Familie Bernstorff, letzter Eigentümer war bis 1945 Hermann Graf von Bernstorff (1867–1946); nach 1945 Wohnhaus, Gemeindeverwaltung und Gaststätte, ab 2014 saniertes Krebs-Hospiz. | Herrenhaus                       |
| 63 | Wäldchen in Schloßnähe, Bernstorf, Flur 1, Flurstück 181 (Nahe der Straße von Wilkenhagen) (Karte) | Sühnestein Mitte 14. Jahrhundert | Kalksteinstele von 1359 für Werner Bernstorp. | Sühnestein Mitte 14. Jahrhundert |

### Jeese
| ID  | Lage           | Bezeichnung | Beschreibung | Bild |
| --- | -------------- | ----------- | ------------ | ---- |
| 723 | Hauptstraße 2a | Schmiede    |              |      |

### Pieverstorf
| ID   | Lage               | Bezeichnung         | Beschreibung | Bild |
| ---- | ------------------ | ------------------- | ------------ | ---- |
| 1058 | Wirtschaftsweg 5   | Bauernhof           |              |      |
| 1059 | Wirtschaftsweg 74a | Transformatorenhaus |              |      |

### Strohkirchen
| ID   | Lage                   | Bezeichnung                   | Beschreibung | Bild |
| ---- | ---------------------- | ----------------------------- | ------------ | ---- |
| 1397 | Hauptstraße 1, 2, 3, 4 | Gruppe von 4 Siedlungshäusern |              |      |

### Wölschendorf
| ID   | Lage             | Bezeichnung | Beschreibung | Bild |
| ---- | ---------------- | ----------- | ------------ | ---- |
| 1498 | Gemeindeplatz 25 | Scheune     |              |      |

## Quelle
- Denkmalliste des Landkreises Nordwestmecklenburg (Stand: 9. November 2023; PDF, 1,2 MByte)

- Karte mit allen Koordinaten:
- OSM |
- WikiMap